# Valverde de Llerena (kommunhuvudort)
Valverde de Llerena är en kommunhuvudort i Spanien.   Den ligger i provinsen Provincia de Badajoz och regionen Extremadura, i den sydvästra delen av landet, 300 km sydväst om huvudstaden Madrid. Valverde de Llerena ligger 601 meter över havet och antalet invånare är 770.
Terrängen runt Valverde de Llerena är platt. Runt Valverde de Llerena är det glesbefolkat, med 12 invånare per kvadratkilometer. Närmaste större samhälle är Azuaga, 12,9 km öster om Valverde de Llerena. Omgivningarna runt Valverde de Llerena är huvudsakligen savann.